# Robert (Auszeichnung)/Beste Nebendarstellerin
Gewinnerinnen des dänischen Filmpreises Robert in der Kategorie Beste Nebendarstellerin (Årets kvindelige birolle). Die Dänische Filmakademie (Danmarks Film Akademi) vergibt seit 1984 alljährlich ihre Auszeichnungen für die besten Filmproduktionen und Filmschaffenden Ende Januar beziehungsweise Anfang Februar auf dem Robert Festival in Kopenhagen.
Am erfolgreichsten in dieser Kategorie waren die dänischen Schauspielerinnen Trine Dyrholm, Sofie Gråbøl und Birthe Neumann mit je drei Auszeichnungen, gefolgt von Ghita Nørby und Kirsten Olesen mit je zwei Siegen. Zehnmal stimmte die prämierte Darstellerin mit der späteren Bodil-Gewinnerin überein, zuletzt 2014 geschehen. Als einzige nicht-skandinavische Darstellerinnen konnten sich 1997 die Britin Katrin Cartlidge (Breaking the Waves) und 2012 die Französin Charlotte Gainsbourg (Melancholia) in die Siegerliste einreihen.

## Preisträgerinnen 1984–1999
| Jahr | Preisträger             | Filmtitel                  | Deutscher Titel         |
| 1984 | Mette Munk Plum         | Isfugle                    | Schrei des Dornenvogels |
| 1985 | Aase Hansen             | Tro, håb og kærlighed      | Twist & Shout           |
| 1986 | Kirsten Olesen          | Elise                      | Elise                   |
| 1987 | Sofie Gråbøl*           | Oviri                      | Die Augen des Wolfes    |
| 1988 | Lene Brøndum            | Pelle Erobreren            | Pelle, der Eroberer     |
| 1989 | Harriet Andersson       | Himmel og helvede          | Himmel og helvede       |
| 1990 | Helle Ryslinge          | Lykken er en underlig fisk | nicht bekannt           |
| 1991 | Kirsten Olesen          | Springflod                 | Springflut              |
| 1992 | Jessica Zandén          | Freud flyttar hemifrån     | Freud Leaving Home      |
| 1993 | Ghita Nørby             | Sofie                      | Sofie                   |
| 1994 | Anne Marie Helger       | De frigjorte               | nicht bekannt           |
| 1995 | Rikke Louise Andersson* | Nattevagten                | Nightwatch – Nachtwache |
| 1996 | Birthe Neumann          | Kun en pige                | nicht bekannt           |
| 1997 | Katrin Cartlidge*       | Breaking the Waves         | Breaking the Waves      |
| 1998 | Ellen Hillingsø         | Sekten                     | Gnadenlose Verführung   |
| 1999 | Birthe Neumann          | Festen                     | Das Fest                |

## Preisträgerinnen und Nominierungen 2000–2009
2000
Sofie Gråbøl – Der einzig Richtige (Den eneste ene)
Michelle Bjørn-Andersen – Bornholms stemme
Bodil Jørgensen – Klinkevals
Paprika Steen* – Der einzig Richtige (Den eneste ene)

2001
Ann Eleonora Jørgensen – Italienisch für Anfänger (Italiensk for begyndere)
Sarah Boberg – Die Bank (Bænken)
Jane Eggertsen – Juliane
Siobhan Fallon Hogan – Dancer in the Dark
Lene Tiemroth* – Italienisch für Anfänger (Italiensk for begyndere)

2002
Birthe Neumann – Fukssvansen
Lotte Andersen – Sommer mit Onkel Erik (Min Søsters Børn)
Bodil Jørgensen – Null Bock auf Landluft (Send Mere Slik)
Bodil Udsen – Null Bock auf Landluft (Send Mere Slik)
Lia Williams – The King Is Alive

2003
Paprika Steen* – Open Hearts (Elsker dig for evigt)
Hella Joof – Humørkort-stativ-sælgerens søn
Karen-Lise Mynster – Kleine Missgeschicke (Små ulykker)
Charlotte Munksgaard – Halalabad Blues
Birthe Neumann – Open Hearts (Elsker dig for evigt)

2004
Ghita Nørby – Das Erbe (Arven)
Rita Angela – Manden bag døren
Bronagh Gallagher – Skagerrak
Ditte Gråbøl* – Lykkevej
Tuva Novotny – Midsummer (Midsommer)

2005
Trine Dyrholm* – In deinen Händen (Forbrydelser)
Pernilla August – Dag och natt
Laura Christensen – Lad de små børn
Ditte Gråbøl – Oh Happy Day
Sonja Richter – In deinen Händen (Forbrydelser)

2006
Charlotte Fich* – Totschlag – Im Teufelskreis der Gewalt (Drabet)
Pernilla August – Totschlag – Im Teufelskreis der Gewalt (Drabet)
Bodil Jørgensen – Dark Horse (Voksne mennesker)
Kirsten Lehfeldt – Der Sonnenkönig (Solkongen)
Tuva Novotny – Bang Bang Orangutang

2007
Stine Fischer Christensen* – Nach der Hochzeit (Efter brylluppet)
Lisbet Dahl – Rene hjerter
Trine Dyrholm – Offscreen
Stephanie Leon – Råzone
Elsebeth Steentoft – En Soap (En soap)
Sarah Juel Werner – Der Traum (Drømmen)

2008
Hanne Hedelund – Kunsten at græde i kor
Trine Dyrholm – Daisy Diamond
Charlotte Fich – Bedingungslos (Kærlighed på film)
Ellen Hillingsø – Karlas kabale
Karen-Lise Mynster – Alles außer Liebe (Uden for kærligheden)

2009
Sarah Boberg* – To Verdener
Lorna Brown – Lille soldat
Laura Christensen – Dig og mig
Stine Stengade – Tage des Zorns (Flammen og Citronen)
Emma Sehested Høeg – Wen du fürchtest (Den du frygter)

## Preisträgerinnen und Nominierungen 2010–2019
2010
Pernille Vallentin* – Deliver Us from Evil (Fri os fra det onde)
Ellen Hillingsø – Karla og Katrine
Malou Reymann – Se min kjole
Charlotte Munch – Headhunter
Ida Dwinger – Kærestesorger

2011
Bodil Jørgensen – Nothing’s All Bad – Smukke mennesker (Smukke mennesker)
Irene Kayeri – Kidnappet
Rosalinde Mynster – Die Wahrheit über Männer (Sandheden om mænd)
Tuva Novotny – Die Wahrheit über Männer (Sandheden om mænd)
Patricia Schumann* – Submarino

2012
Charlotte Gainsbourg – Melancholia
Anne Sofie Espersen – Frit fald
Anne Louise Hassing – Eine Familie (En familie)
Line Kruse – Eine Familie (En familie)
Adriana Mascialino – Superclassico … meine Frau will heiraten! (SuperClásico)

2013
Trine Dyrholm – Die Königin und der Leibarzt (En kongelig affære)
Emilie Kruse – You & Me Forever
Lotte Andersen – Undskyld jeg forstyrrer
Molly Blixt Egelind – Love Is All You Need (Den skaldede frisør)
Stine Stengade – Undskyld jeg forstyrrer

2014
Susse Wold* – Die Jagd (Jagten)
Ida Dwinger – Sorg og glæde
Anne Louise Hassing – Die Jagd (Jagten)
Signe Egholm Olsen – In der Stunde des Luchses (I lossens time)
Trine Pallesen – Spies & Glistrup

2015
Danica Curcic – Silent Heart – Mein Leben gehört mir (Stille hjerte)
Trine Dyrholm – En du elsker
Stacy Martin – Nymphomaniac Director’s Cut
Paprika Steen – Silent Heart – Mein Leben gehört mir (Stille hjerte)
Uma Thurman – Nymphomaniac Director’s Cut

2016
Trine Dyrholm – Lang historie kort
Bodil Jørgensen – Men & Chicken (Mænd og høns)
Charlotte Munck – Krigen
Marijana Jankovic – Lang historie kort
Trine Pallesen* – Nøgle hus spejl

2017
Sofie Gråbøl – Der Tag wird kommen (Der kommer en dag)
Laura Bro – Fuglene over sundet
Amanda Collin – Erlösung (Flaskepost fra P)
Marijana Jankovic – Fuglene over sundet
Victoria Carmen Sonne* – Im Blut (I blodet)

2018
Victoria Carmen Sonne – Winter Brothers (Vinterbrødre)
Bodil Jørgensen – Aldrig mere i morgen
Charlotte Munck – Mens vi lever
Marijana Jankovic – Aldrig mere i morgen
Marijana Jankovic – QEDA
2019
Jessica Dinnage – The Guilty (Den skyldige)
Fanny Bornedal – Verachtung (Journal 64)
Julie Christiansen – Per im Glück (Lykke-Per)
Karen-Lise Mynster – Den tid på året
Sofie Gråbøl – Den tid på året

## Preisträgerinnen und Nominierungen seit 2020
2020
Sofie Torp – Daniel (Ser du månen, Daniel)
Amanda Collin – Harpiks
Christiane Gjellerup Koch – Daniel (Ser du månen, Daniel)
Ghita Nørby – Før frosten
Victoria Carmen Sonne – Psychosia
2021
Özlem Sağlanmak – Shorta – Das Gesetz der Straße (Shorta)
Maria Bonnevie – Der Rausch (Druk)
Lene Maria Christensen – Undtagelsen
Sidse Babett Knudsen – Wildland (Kød & Blod)
Sidse Babett Knudsen – Undtagelsen
2022
Josephine Park – Venuseffekten
Anne Sofie Wanstrup – Hvor kragerne vender
Bodil Jørgensen – Hvor kragerne vender
Asta Kamma August – Pagten
Fanny Leander Bornedal – Das Bombardement
2023
Lene Maria Christensen – Rose – Eine unvergessliche Reise nach Paris (Rose)
Alice Rahimi – Holy Spider
Forouzan Jamshidnejad – Holy Spider
Christine Albeck Børge – Ønskebarn
Ida Cæcilie Rasmussen – As in Heaven (Du som er i himlen)
Johanne Louise Schmidt – Bamse
* = Schauspielerinnen, die für ihre Rolle später die Bodil als Beste Nebendarstellerin des Jahres gewannen